# Enrique Soler Gil
Enrique Soler Gil (Jerez de la Frontera, 1965) es un sacerdote católico licenciado en Historia del Arte y en Estudios Eclesiásticos.
Ha impartido diversas conferencias sobre Sagradas Escrituras, Arte Sacro y Religiosidad Popular en diversas ciudades de España, así como en Gran Bretaña, Francia, Italia, Turquía, Tierra Santa e Hispanoamérica.
Es coordinador diocesano y asesor religioso del equipo encargado de elaborar el inventario de bienes muebles de la Junta de Andalucía, según convenio establecido con los obispados andaluces.

## Biografía
El Reverendo Padre Don Enrique Soler Gil nació en Jerez de la Frontera, Arzobispado de Sevilla, el 3 de abril de 1965. Su familia emigra a Barcelona, donde permanecen seis años. en la ciudad Condal realiza sus estudios primarios. Vuelve a Jerez de la Frontera, haciendo el bachillerato en el Instituto Padre Luis Coloma. Terminado sus estudios secundarios, marcha a la ciudad de Sevilla, en cuya universidad cursa la Licenciatura en Historia. Una vez licenciado en Historia, realiza en la referida Universidad Hispalense los cursos de doctorado.
Inicia sus estudios eclesiásticos en el Seminario de Jerez, pasando a Sevilla al Centro de Estudios Teológicos, donde realiza los estudios de Filosofía. Concluye sus estudios de Teología en la Universidad Pontificia de Salamanca.

## Vida religiosa
Es ordenado diácono el 19 de marzo de 1997, ejerciendo el diaconado en la parroquia del pueblo serrano de Villamartín.
Licenciado en Estudios Eclesiásticos, es ordenado sacerdote en la Catedral de Jerez por el Primer Obispo de la Diócesis de Asidonia-Jerez, Don Rafael Bellido Caro, (q. s. g. g.), el 9 de octubre de 1997. Su primer destino como presbítero es como párroco de Santa María de Guadalupe de Algar, (1997 – 2002). En 2002 fue nombrado párroco de María Auxiliadora de Arcos de la Frontera, donde permaneció hasta el 2005, que retornó a la ciudad de Jerez la Frontera para hacerse cargo de la Parroquia de San Juan Grande y Nuestra Señora de la Candelaria. Esta parroquia fue erigida en honor de San Juan Grande, patrón de la Diócesis, en 1999 por Rafael Bellido Caro.
A su vez estos últimos años, fue vicario de la iglesia de San Miguel.
En 2017, tras cambios en la Diócesis Asidonia-Jerez, le designan como párroco de la Parroquia de Santa Ana, en el jerezano barrio de La Plata.

## Actividad académica
Desde su ordenación sacerdotal, se incorporó al profesorado del Seminario Diocesano de Jerez, donde impartió la asignatura de Historia de la Iglesia a los alumnos del diaconado permanente. Creado el Centro de Estudios Teológicos de Jerez, se hace cargo de la asignatura de Historia del Arte Cristiano. Ha sido profesor del Instituto de Ciencias Religiosas de la Diócesis de Asidonia–Jerez, dependiente de la Universidad Pontificia de Salamanca.

## Colaboraciones
Tiene realizado numerosos trabajos sobre religiosidad popular y sobre el Arte Cristiano. Ha sido comentarista de TVE sobre el Arte Sacro, la Semana Santa Andaluza y la Religiosidad Popular. Igualmente colabora como comentarista en medios de comunicación nacionales, extranjeros, regionales y locales.